# 楊秀美
楊秀美（Yeung Sau Mei，1985年08月30日—），生於香港，香港女子排球運動員，司職快攻手，現時效力泰國職業排球聯賽球會 3BB Nakornnonthaburi Women's Volleyball Club。

## 球員生涯
楊秀美生於香港，自小已非常好動常和3個哥哥四圍跑，因此她於就讀香港培英中學期間，便選擇加入校內數一數二的排球隊。而她加入排球隊不久後，便發現自己對排球的熱愛，並自學界時期起已屢屢獲獎，甚至在兩岸四地邀請賽得到「星中之星」獎項。她由副攻起家，其後經過關榮生教練改造後能勝任主攻手及副攻手位置，更在2004年獲當時的香港隊教練郭健全賞識提拔她進香港代表隊。剛加入香港代表隊不久後即獲教練讓她隨隊前往上海參加亞錦賽，隨後她再於2009年東亞運獲教練選中擔當火炬手肩負重任。無論在球會或香港隊，她亦擔當不少進攻分數。到2017年3月她的師兄柳勤榮知道泰國有球隊剛好有外援位置，再給楊秀美介紹，而蘭實大學看過楊秀美的表現亦感到滿意，其後楊秀美決定辭去在建築公司的工程安全主任的穩定正職，並在10月7日宣佈加盟成為首名香港女子職業排球員，創香港排球壇歷史並簽約一年。
 在2018年代表香港女子排球隊參加2018 印尼雅加達亞洲運動會，並於同年穫得泰國Nakornnonthaburi Women's Volleyball Club菁萊，再次參加泰國排球聯賽。

## 榮譽
3BB Nakonnothaburi Volleyball Club
- Women's Volleyball Thailand League - 季軍（2018-19）
- Thai Denmark Super league - 季軍（2018-19）

國際
- 香港甲一排球聯賽冠軍（2013、2014、2018年）
- 香港甲一排球聯賽亞軍（2016、2017年）
- 香港甲一排球聯賽季軍（2015年）
- 香港會長盃排球邀請賽冠軍（2016、2017年）
- 香港會長盃排球邀請賽亞軍(2018年）

南華
- 香港甲一排球聯賽冠軍（2005、2006、2007、2008、2009、2010年）
- 香港甲一排球聯賽亞軍（2004年）

個人
- 香港會長盃排球邀請賽 最有價值球員（2016、2017年）
- 第六屆全港運動會體育大使（2017年）

香港代表隊
- 東亞運動會排球項目殿軍（2009年）
- 省港澳盃挑戰賽亞軍（2011年）

香港理工大學
- 香港大專盃冠軍（2006、2007、2008年）